# Alassumur
Alassumur is een bestuurslaag in het regentschap Bondowoso van de provincie Oost-Java, Indonesië. Alassumur telt 1896 inwoners (volkstelling 2010).